# بافل ميليوكوف
بافيل نيكولايفيتش ميليوكوف (بالروسية: Па́вел Никола́евич Милюко́в، 15 يناير 1859 – 31 مارس 1943) كان مؤرخًا وسياسيًا ليبراليًا روسيًا. وكان مؤسس وزعيم وأبرز أعضاء الحزب الديمقراطي الدستوري. وفي الحكومة الروسية المؤقتة، شغل منصب وزير الخارجية، فعمل على منع خروج روسيا من الحرب العالمية الأولى.

## مسيرته المهنية قبل الثورية
ولد بافل في موسكو لعائلة من الطبقة الوسطى، وكان والده أستاذ هندسة معمارية يحاضر في كلية الفنون. درس ميليوكوف التاريخ وفقه اللغة في جامعة موسكو، حيث تأثر بهيربرت سبنسر وكارل ماركس. كان أساتذته فاسيلي كليوتشفسكي وبول فيونوغرادوف. في صيف عام 1877، شارك لفترة وجيزة في الحرب الروسية التركية كلوجستي عسكري، لكنه عاد إلى الجامعة. وقد طُرد بسبب مشاركته في أعمال شغب طلابية، وذهب إلى إيطاليا، لكن أعيد قبوله وسمح له بالحصول على شهادته. تخصص في دراسة التاريخ الروسي وحصل في عام 1885 على درجة علمية لعمل عن اقتصاديات الدولة في روسيا في الربع الأول من القرن الثامن عشر وعن إصلاحات بطرس الأكبر.
في عام 1890، أصبح عضوًا في جمعية موسكو للتاريخ والآثار الروسية. وألقى محاضرات خصوصية لاقت نجاحًا باهرًا في معهد تدريبي للفتيات المدرسات، وعُين في عام 1895 في الجامعة. وقد وسع هذه المحاضرات فيما بعد في كتابه «خطوط الثقافة الروسية العريضة» (ثلاث مجلدات، 1896 – 1903) والذي ترجم إلى لغات عدة. أنشأ بافل جمعية «للدراسة الجامعية بالمنزل»، وكرئيسها الأول، حرر المجلد الأول من برنامجها، والذي ذاع صيته في الأوساط الفكرية الروسية. حين كان طالبًا، تأثر ميليوكوف بالأفكار الليبرالية لكونستانتين كافلين وبوريس شيشيرين. تسببت أفكاره الليبرالية في صراعه مع السلطات التعليمية، وفُصل في عام 1894 بعد أحد أعمال الشغب الجامعية المتكررة باستمرار. وقد سُجن لعامين في ريازان لكونه محرضًا سياسيًا، لكنه أسهم هناك كعالم آثار.

بعد إطلاق سراحه من السجن، ذهب ميليوكوف إلى بلغاريا، وعين أستاذًا في جامعة صوفيا، وهناك حاضر باللغة البلغارية[بحاجة لمصدر] في فلسفة التاريخ، وغيرها. وقد أرسل (أو كان قد فُصل بضغط روسي) إلى مقدونيا التي كانت جزءًا من الإمبراطورية العثمانية. وهناك، عمل في موقع أثري. وفي عام 1899، سمح له بالعودة إلى سان بطرسبرغ. وفي عام 1901، اعتقل مرة أخرى لمشاركته في إحياء ذكرى الكاتب الشعبوي بيوتر لافروف. وقد أنهى بافل آخر مجلد في كتابه خطوط الثقافة الروسية العريضة في السجن، حيث قضى 6 أشهر بسبب خطابه السياسي. ووفقًا له، فإن نحو 16000 إنسانًا قد جرى نفيهم من العاصمة. ذكرت لائحة أصدرها حاكم بيساربيا في عام 1902 ما نصه:
جميع التجمعات واللقاءات والمجالس في الشوارع وأماكن التسوق والأماكن العامة الأخرى مجرَّمة مهما كان غرضها. وكل اللقاءات في المنازل الخاصة بغرض مناقشة نُصب الجمعيات التي يلزم الحصول على إذن من الحكومة لا يسمح بها إلا بعلم من الشرطة، التي يتعين عليها منح الإذن لكل تجمع على حدة، في يوم ومكان محددين.
وقد ساهم تحت اسم مستعار في المجلة التحرر السرية، التي أسسها بيتر بيرنغاردوفيتش ستروف، ونشرت في شتوتغارت عام 1902. فأعطته الحكومة مجددًا الخيار بين أن ينفى لثلاث سنوات أو يسجن ستة أشهر، واختار ميليوكوف سجن كريستي. وبعد مقابلة مع فياتشيسلاف فون بليهف، الذي اعتبره «رمز روسيا الذي كرهه»، فقد أفرج عن ميليوكوف. وكان شخصًا محوريًا في تأسيس اتحاد النقابات في عام 1905.
في عام 1903، ألقى دورات من المحاضرات في الولايات المتحدة في الفصول الصيفية بجامعة شيكاغو ومعهد لويل في بوسطن. وزار لندن وحضر مؤتمر باريس 1904 الذي نظمه المنشق الفنلندي كوني زيلياكوس. عاد ميليوكوف إلى روسيا خلال الثورة الروسية عام 1905، وهوا ما كان وفقًا لأورلاندو فيجيس نذيرًا بصراعات عام 1917. أسس ميليوكوف الحزب الديمقراطي الدستوري، وهو حزب لأساتذة الجامعة والأكاديميين والمحامين والكتاب والصحفيين والمدرسين والأطباء والمسؤولين ورجال زيمستفو الليبراليين. وكصحفي في «الشعب الحر» و«حرية الشعب»، أو كسجين سياسي ساب، فلم يسمح لميليوكوف بتمثيل الكاديت في أول وثاني دوما. وفي عام 1906، انحل مجلس الدوما وانتقل أعضاؤه إلى فيبورغ بفنلندا. صاغ ميليوكوف بيان فيبورغ، فدعا إلى الحرية السياسية والإصلاح والمقاومة السلبية للسياسات الحكومية.
اقترح ديمتري تريبوف أن يتنحى إيفان غوريميكين عن منصبه، ودعم وجود حكومة من الكاديت فحسب، والتي، وفقًا لرأيه، ستدخل في صراع عنيف مع القيصر وسيفشل. وقد تقابل مع ميليوكوف سرًا. وكان تريبوف معارضًا لبيوتر ستوليبين، الذي كان يدعم وجود حكومة ائتلافية.
تخلى الكاديت عن فكرة تأسيس جمهورية ودعم ملكية دستورية. وحاول جورجي لفوف وألكسندر غوتشكوف إقناع القيصر بقبول الليبراليين في الحكومة الجديدة. وفي عام 1907، انتُخب ميليوكوف في مجلس الدوما الثالث. وقد انضم لبعض الوقت إلى حزب الصحيفة. وكان واحدًا من خبراء الشؤون العامة القلائل في روسيا الذين امتلكوا معرفة معتبرة بالسياسات الدولية، وتحظى مقالاته عن الشرق الأدنى باهتمام كبير.

## إنابته
في يناير 1908،  خاطب ميليوكوف «المنتدى المدني» في قاعة كارنيجي. ومنذ البداية، كان شعار وفكرة الإمبراطورية التي يحكمها الروس مثيرة جدًا للجدل فيما يخص ما تعنيه كلمة «الروس». وكان بافل ميليوكوف من بين المنتقدين الصريحين للفكرة، إذ اعتبر أن شعار «روسيا للروس» كان «شعارًا للانقسام... [وأنه] ليس خلَّاقًا بلا هدامًا». وفي عام 1909، خاطب ميليوكوف مجلس دوما الدولة الروسية في مشكلة استخدام اللغة الأوكرانية في نظام المحاكم، مهاجمًا النواب القوميين الروس قائلًا: «أنتم تقولون «روسيا للروس»، لكن من تعنون «بالروس»؟ عليكم أن تقولوا «روسيا للعظماء الروس فقط»، لأن ما لا تعطونه للمسلمين واليهود، لا تعطونه أيضًا لأقرب أقربائكم – أوكرانيا».